# Йоанікій Великий
Йоанікій Великий Віфінський на прізвище Воіла (грец. Ἰωαννίκιος ὁ Μέγας, Βοιλᾶς, 752, Віфінія — 4 листопада 846, пустеля в Малій Азії, Анатолія) — один з найславніших монахів християнського сходу, візантійський святий. Преподобний.

## Життєпис
Народився в віфінському селі Марікату в селянській родині болгарів візантійський святий, якого походження. Коли хлопцеві виповнилося 19 років, він пішов до війська і був відважним вояком. У той час він став на бік іконоборців, але після розмови з одним побожним ченцем відійшов від них і став ревним оборонцем правдивої віри та святих ікон. У 40 років покинув військо і вступив до монастиря на горі Олімп у Віфінії.
Йоанікій жив у декількох монастирях, а згодом оселився у самітному місці, де провів у молитві й пості двадцять років. У той час Бог обдарував Свого вірного слугу даром чудотворення і пророцтва, а також розумним проводом душ. Аж тоді Йоанікій постригся у ченці. Під кінець свого життя він поселився у пустелі, де 846 року помер, маючи 92 роки. За велику побожність і численні чуда, якими Бог прославив Йоанікія, одного з найславніших ченців християнського Сходу, Церква надала йому почесне звання Великий.

## Чуда святого Йоанікія

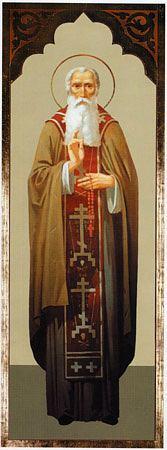
Преподобний Йоанікій Великий

Преподобний Йоанікій провів 70 років у аскетичних подвигах і досяг високого рівня духовної досконалості. Через милість Божу, святий отримав дар пророцтва, як оповідає його учень Пахомій. Старець підносився у повітря коли він молився. Одного разу він перетнув ріку переповнену від повені. Святий міг зробити себе невидимим для людей, а також зробити інших прихованими від зору.
Якось, преподобний Йоанікій виводив грецьких полонених із в'язниці під безпосереднім наглядом самих охоронців. Отрута і вогонь, якими заздрісні вороги хотіли знищити святого, йому не пошкодили. Він звільнив острів Тасос від безлічі змій. Святий Йоанікій теж врятував молоду черницю, яка збиралася покинути монастир щоби одружитися; він узяв на себе страждальну агонну пристрасть дівиці і через піст і молитву переміг спокусливий напад диявола.

## Церковне шанування
- Пам'ять у східних церквах — 17 листопада (за юліанським календарем), у західних церквах — 4 листопада (за грегоріанським календарем).